# ニューデザインパラダイス
『ニューデザインパラダイス』は、2004年4月15日から2006年9月22日までフジテレビで放送されていたアミューズ・フジテレビ共同製作の情報バラエティ番組。日産自動車の一社提供。

## 概要
アミューズ製作・日産自動車提供の知的情報番組シリーズの第3弾。タイトルは映画『ニュー・シネマ・パラダイス』のパロディ。前期1年間は毎週木曜24時（翌金曜0時）35分から放送されていたが、2005年4月16日放送分からは毎週金曜25時（翌土曜1時）05分からの放送になった。
番組は、谷原章介を主宰とするデザインラボラトリーによって、身の回りに有る物のデザインを新たにデザインし直し、社会をより豊かにすることを命題にしていた。実際にデザインを担当するのは現在あらゆる方面で活躍する気鋭のクリエイターやデザイナーで、彼らによって如何に新たなデザインが産み出されるのかが注目される。また、デザインをし直すのにあたって参考にするため、その対象が一体どのような歴史でデザインされて現在のような形になったのか、そして現在ではどのようなデザインがあるのか、現在ではどのように使われているのかといった事象を検証・探究・再確認していた。
2005年3月11日放送分でデザインされた婚姻届（デザイナー：藤本やすし（アートディレクター））が同年10月3日に北海道東川町で採用されている。この番組でデザインされた作品の実用化はこれが初めてである。そして番組自体も2005年度のグッドデザイン賞コミュニケーションデザイン部門で受賞した。
フジテレビでの放送終了後の2006年12月14日からは、BSフジでも毎週木曜22時30分から放送されていた。
また、提供アナウンスは前2番組からの引き継ぎ要素を持っていた。
- 番組冒頭では「（その回のテーマ）のデザインだけをテーマに30分のテレビ番組を作る、テレビ界の常識からすれば無謀というしかない。しかし我々はあえてそれに挑む事にした。なぜならこの番組は、車のデザインに力を入れている日産自動車の提供だからに他ならない」というナレーションが入っていた。
- 番組終了間際に谷原が「次回は（日産の車に関係するプロダクト）をデザインし直します」と言うと、日産関係者から電話がかかり、「（デザインし直そうとしたプロダクト）を新しくデザインし直す必要はない？それはこの番組を提供している日産自動車の領域？ですよねー」と言って番組が終わるというやり取りがあった。
- 2006年4月からは、谷原自身が演じる谷原の父「シフト谷原」が日産車のデザインについて紹介する一種の生コマーシャルが放送されていた。それ以前にもスペシャル版で同様のコマーシャルが放送されていた。

実際にデザインされた作品とデザインを担当したクリエイター・デザイナーについては、フジテレビ公式サイト内の番組公式ページならびに後述の関連書籍を参照。

## スタッフ
- 企画：小山薫堂
- 構成：内田ぼちぼち、塩沢航
- リサーチ：フルタイム
- 出演：清水悠香 - 当時アミューズモデルスに所属していたタレント。ニューデザイン紹介時のコンパニオンとして出演。
- 演出：三木康一郎、沼尾純也、山田洋平、津坂健一、中原芳、加藤伸一
- ナレーション：渡辺美佐
- プロデューサー：大林里枝
- 制作：アミューズ、フジテレビジョン

## 作品リスト

### 2004年
- 作品番号1 『横断歩道』（2004年4月15日放送）
- 作品番号2 『名刺』（2004年4月22日放送）
- 作品番号3 『紙コップ』（2004年4月29日放送）視聴率2.9%
- 作品番号4 『なると巻き』（2004年5月6日放送）
- 作品番号5 『タクシーの行灯』（2004年5月13日放送）視聴率3.0%
- 作品番号6 『マスク』（2004年5月20日放送）
- 作品番号7 『地図』（2004年5月27日放送）視聴率3.0%
- 作品番号8 『郵便ポスト』（2004年6月3日放送）視聴率4.5%
- 作品番号9 『ポケットティッシュ』（2004年6月10日放送）
- 作品番号10 『傘』（2004年6月17日放送）
- 作品番号11 『蚊取線香』（2004年6月24日放送）
- 作品番号12 『線香花火』（2004年7月1日放送）
- 作品番号13 『将棋』（2004年7月8日放送）
- 作品番号14 『マヨネーズの穴』（2004年7月15日放送）
- 作品番号15 『ガムテープ』（2004年7月22日放送）
- 作品番号16 『ボウリングのピン』（2004年7月29日放送）
- 作品番号17 『うちわ』（2004年8月5日放送）
- 作品番号18 『カレンダー』（2004年8月12日放送）
- 作品番号19 『ベビーカー』（2004年8月19日放送）
- 作品番号20 『救急車のサイレン』（2004年9月2日放送）
- 作品番号21 『電話ボックス』（2004年9月9日放送）
- 作品番号22 『学校の机』（2004年9月16日放送）
- 総集編（2004年9月23日放送）
- 作品番号24 『鯛焼き』（2004年10月21日放送）
- 作品番号25 『歯ブラシ』（2004年10月28日放送）
- 作品番号26 『吊り革』（2004年11月4日放送）
- 作品番号27 『そろばん』（2004年11月11日放送）
- 作品番号28 『ティーバッグ』（2004年11月18日放送）
- 作品番号29 『ネクタイ』（2004年11月25日放送）
- 作品番号30 『石鹸』（2004年12月2日放送）
- 作品番号31 『時計』（2004年12月9日放送）
- 作品番号32・33・34 『クリスマススペシャル』（2004年12月16日放送）

### 2005年
- 作品番号35 『ゴミ箱』（2005年1月13日放送）
- 作品番号36 『電話』（2005年1月20日放送）
- 作品番号37 『カラーコーン』（2005年1月27日放送）
- 作品番号38 『牛乳パック』（2005年2月3日放送）
- 作品番号40 『コンセント』（2005年2月17日放送）
- 作品番号41 『切符』（2005年2月24日放送）
- 作品番号42 『爪楊枝』（2005年3月3日放送）
- 作品番号43 『婚姻届』（2005年3月10日放送）
- 作品番号44 『黒板』（2005年3月17日放送）
- 2004年度 下半期総集編（2005年3月24日放送）
- 作品番号45 『犬小屋』（2005年4月15日放送）
- 作品番号46 『サインポール』（2005年4月22日放送）
- 作品番号47 『鯉のぼり』（2005年4月29日放送）
- 作品番号48 『ゴミ袋』（2005年5月6日放送）
- 作品番号49 『印鑑』（2005年5月13日放送）
- 作品番号50 『トイレットペーパー』（2005年5月20日放送）
- 作品番号51 『鉛筆』（2005年5月27日放送）
- 作品番号52 『ワインの栓』（2005年6月3日放送）
- 作品番号53 『のれん』（2005年6月10日放送）
- 作品番号54 『虫かご』（2005年6月17日放送）
- 作品番号55 『ロウソク』（2005年6月17日放送）
- 作品番号56 『七夕飾り』（2005年7月1日放送）
- 作品番号57 『ダンボール』（2005年7月8日放送）
- 作品番号58 『口紅』（2005年7月15日放送）
- 作品番号59 『電報』（2005年7月22日放送）
- 作品番号60 『のし袋』（2005年7月29日放送）
- 作品番号61 『風鈴』（2005年8月5日放送）
- 作品番号62 『ちょうちん』（2005年8月12日放送）
- 作品番号63 『鳥かご』（2005年8月19日放送）
- 作品番号64 『原稿用紙』（2005年8月26日放送）
- 作品番号65 『宝くじ』（2005年9月2日放送）
- 作品番号66 『はがき』（2005年9月9日放送）
- 作品番号67 『月見団子』（2005年9月16日放送）
- 総集編（2005年9月23日放送）
- 作品番号68 『銭湯のペンキ絵』（2005年10月21日放送）
- 作品番号69 『米袋』（2005年10月28日放送）
- 作品番号70 『日記』（2005年11月4日放送）
- 作品番号71 『切手』（2005年11月11日放送）
- 作品番号72 『出生届』（2005年11月18日放送）
- 作品番号73 『風呂敷』（2005年11月25日放送）
- 作品番号74 『おみくじ』（2005年12月2日放送）
- 作品番号75 『新聞』（2005年12月9日放送）
- 作品番号76 『湯たんぽ』（2005年12月16日放送）
- 作品番号77 『クリスマスオーナメント』（2005年12月23日放送）

### 2006年
- 作品番号78 『天気予想図』（2006年1月13日放送）
- 作品番号79 『レジ袋』（2006年1月20日放送）
- 作品番号80 『辞書』（2006年1月27日放送）
- 作品番号81 『コック帽』（2006年2月3日放送）
- 作品番号82 『折り紙』（2006年2月10日放送）
- 作品番号83 『卒業証書』（2006年2月17日放送）
- 作品番号84 『履歴書』（2006年2月24日放送）
- 作品番号85 『ひな人形』（2006年3月3日放送）
- 作品番号86 『年金手帳』（2006年3月10日放送）
- 作品番号87 『金魚鉢』（2006年3月17日放送）
- 総集編（2006年3月24日放送）
- 作品番号88 『ランドセル』（2006年4月14日放送）
- 作品番号89 『ハンガー』（2006年4月21日放送）
- 作品番号90 『積み木』（2006年4月28日放送）
- 作品番号91 『学校のチャイム』（2006年5月5日放送）
- 作品番号92 『じょうろ』（2006年5月12日放送）
- 作品番号93 『気泡シート』（2006年5月19日放送）
- 作品番号94 『レジャーシート』（2006年5月26日放送）
- 作品番号95 『トランプ』（2006年6月2日放送）
- 作品番号96 『マッチ』（2006年6月9日放送）
- 作品番号97 『ティッシュ箱』（2006年6月16日放送）
- 作品番号98 『ウェディングブーケ』（2006年6月23日放送）
- 作品番号99 『レインコート』（2006年6月30日放送）
- 作品番号100 『ノート』（2006年7月7日放送）
- 作品番号101 『けん玉』（2006年7月14日放送）
- 作品番号102 『だるま』（2006年7月21日放送）
- 作品番号103 『たまごパック』（2006年7月28日放送）
- 作品番号104 『1円玉』（2006年8月4日放送）
- 作品番号105 『蚊帳』（2006年8月11日放送）
- 作品番号106 『金魚すくいのポイ』（2006年8月18日放送）
- 作品番号107 『出入国スタンプ』（2006年8月25日放送）
- 作品番号108 『アルバム』（2006年9月1日放送）
- 作品番号109 『ゴールテープ』（2006年9月8日放送）
- 作品番号110・111・112 『道』（2006年9月22日放送）

## 展示会

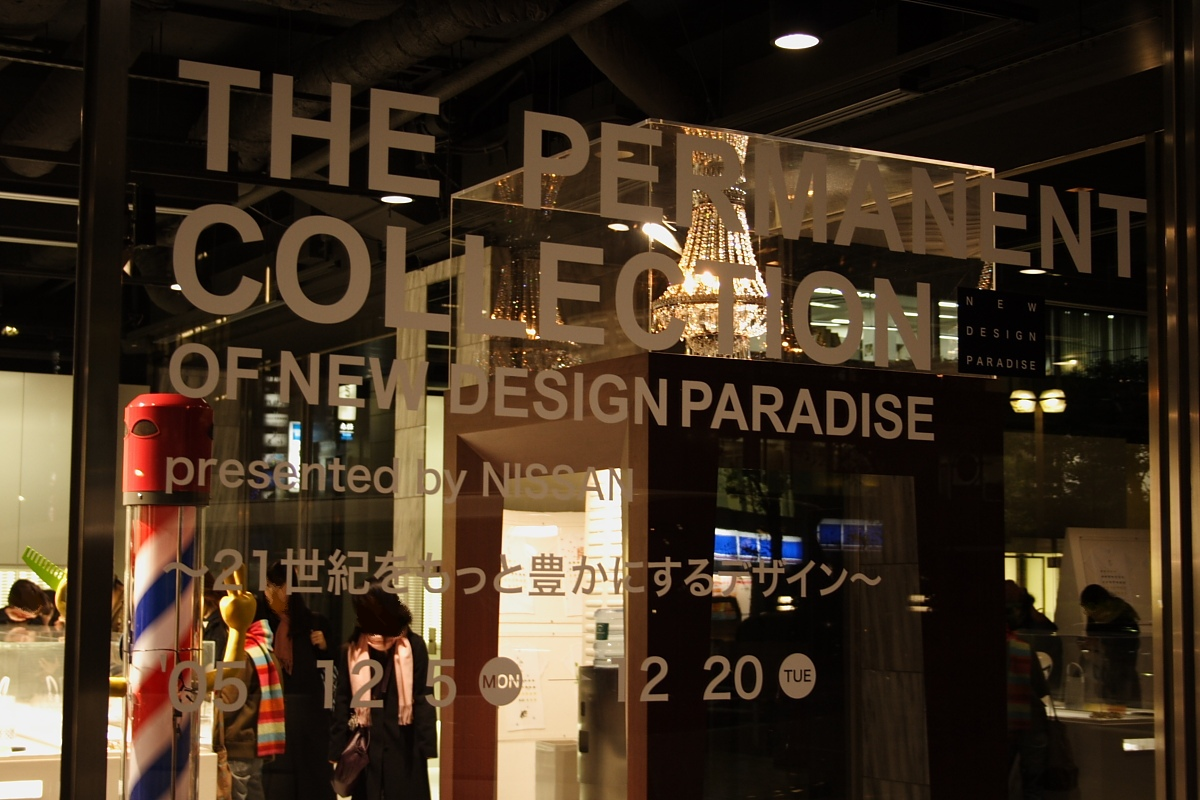
THE PERMANENT COLLECTION OF NEW DESIGN PARADISEの様子。

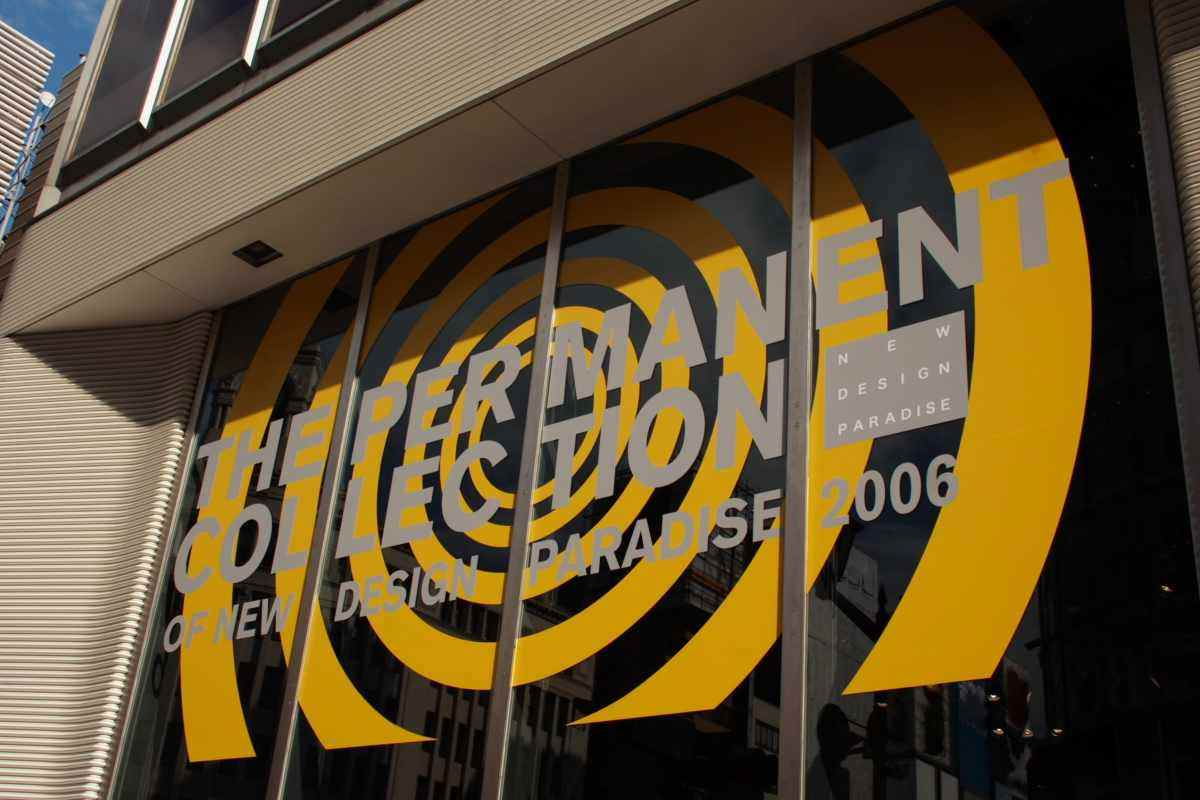
THE PERMANENT COLLECTION OF NEW DESIGN PARADISE 2006の様子。

ラフェスタ「ニューデザインパラダイス カフェ」
開催会場：フジテレビ7階屋上庭園
開催期間：2004年12月11日 - 2005年1月3日
フジテレビが開催する冬期イベント「HOT☆FANTASY ODAIBA」の一部として開催。
「THE PERMANENT COLLECTION OF NEW DESIGN PARADISE 〜21世紀をもっと豊かにするデザイン〜」 presented by NISSAN
開催会場：日産本社ギャラリー・日産銀座ギャラリー
開催期間：2005年12月5日 - 12月20日
「THE PERMANENT COLLECTION OF NEW DESIGN PARADISE 2006」 presented by NISSAN
開催会場：日産本社ギャラリー・日産銀座ギャラリー
開催期間：2006年9月1日 - 10月1日（銀座ギャラリーでは9月16日から））
本社ギャラリーでは、番組企画「YOUR FAVORITE COLLECTION 2006 〜あなたが選ぶベストデザイン」4 - 10位と同展示会2005に展示された以降の作品を展示。また、最終回のテーマ『道』にまつわる3作品を追加展示。銀座ギャラリーでは16日から上位3位が展示。

## 関連書籍
- THE PERMANENT COLLECTION OF NEW DESIGN PARADISE 「ニュー・デザイン・パラダイス」 永久コレクションブック（2005年2月発行、フジテレビ出版発行、扶桑社発売、Rocket Company*/RCKT編集制作、ISBN 4-594-04877-3）
- THE PERMANENT COLLECTION OF NEW DESIGN PARADISE 2 「ニュー・デザイン・パラダイス」 永久コレクションブック2 （2005年7月発行、フジテレビ出版発行、扶桑社発売、Rocket Company*/RCKT編集制作、ISBN 4-594-04997-4）